# 사카키바라 유이
사카키바라 유이(일본어: 榊原 ゆい, 10월 13일 ~ )는 일본의 여성 성우, 싱어송라이터. LOVE×TRAX소속. 효고현 출신.
옛날에는 츠다누마 마리(津田沼 真利), 마리아, 히나노 마요(雛野 まよ), Hinano라는 이름을 쓰기도 했고, 별명은 유이냥(ゆいにゃん)등. 자칭 영원한 19세.
대표작으로는 「슈퍼로봇대전 시리즈」의 레오나 가슈타인, 「해피니스!」의 카미사카 하루히, 「프리즘 아크」의 프리시아 등.

## 프로필
- 이름: 사카키바라 유이
- 생일: 10월 13일
- 출생지: 효고현
- 취미: 이것 저것 만드는 것. 노래부르기. 일러스트. 인터넷 쇼핑.
- 특기: 댄스. 여러 사람 목소리 내기. 안자고 밤새기. 말할 때 태클걸기.
- 좋아하는 음식: 초콜릿, 푸칭 푸딩, 홍차. 비아드파파의 슈크림. 토마토크림 스파게티. 모로조프의 레어 치즈 케이크.
- 싫어하는 음식: 매운 음식. 화과자. 유바. 생굴. 햄버거에 들어간 파인애플. 과일 가공식품 (딸기맛이나 멜론맛 같은 것.)
- 나만의 유행: 하트(핑크)로 된

## 음반

### 싱글
1. jewelry days
2. 此の花咲ク頃
3. Eternal Destiny
4. Imitation
5. Far Away
6. SHINING STAR
7. Love♡Island
8. 剣の舞
9. KoIGoRoMo/Eternal Snow
10. Marionette
11. Déjà vu/Silky Rain
12. にゃんだふる!
13. 木漏れ日のソルディーノ
14. Happy⇔Lucky X'mas♪
15. 混沌のオラトリオ

### 앨범
1. yuithm(2006.01.27)
2. HONEY(2006.09.22)
3. princess(2007.09.21)
4. JOKER(2008.09.10)
5. Yeeeeell!(2009.08.26)
6. EVERGREEN (2009.11.26)
7. You♡I(2010.2.3)
8. BLOODY TUNE(2010.8.25)
9. Ringing(2011.8.24)

### DVD
- HAPPY☆LOVE×ライブ2006
- Happy☆LOVE×ライブ2007
- LOVE×clip 01

### 그 외
- Gift ~기프트~ 미니 보컬 앨범 코노사카 칸노 캐릭터송 '인연은 은의 실'
- 콘네코 오디오 컬렉션
- 해피니스! 캐릭터송 Vol.1 카미사카 하루히 with 사카키바라 유이
- 해피니스! 디럭스 캐릭터 엔딩 콜렉션 Vol.1 카미사카 하루히
- TV애니메이션 '프리즘 아크' 오리지널 사운드 트랙 with 프리즘 나이트 프린세스 -재킷 일러스트도 담당.
- 프리즘 아크 스페셜 사운드 패키지 시리즈 RED·ORANGE·BLUE (프리시아)
- 프리즘 아크 캐릭터송 Vol.1 '이 사랑을 위해' (프리시아)

## 출연작

### TV 애니메이션
1999년
- 트러블 초콜릿 (여학생)

2006년
- 소녀는 언니를 사랑한다 (카지우라 히사코)
- 슈퍼로봇대전 OG -디바인 워즈- (레오나 가슈타인)
- 해피니스! (카미사카 하루히)

2007년
- 프리즘 아크 (프리시아) - 제11화의 아이캐치 일러스트에도 참여.

2008년
- H2O -FOOTPRINTS IN THE SAND- (야쿠모 하마지)
- 카오스 헤드 (키시모토 아야세)

### 인터넷 애니메이션
- 최종시험 고래 (미카게 니이나)

### OVA
- 란제리 전사 파피용 로제 (프칠러)
- 하루코이*오토메 ~소녀의 정원에서 만나요~ (하야사카 우미)
- 요츠노하 (네코미야 노노)

### 게임
- 스즈나 일기 (쿠라키 스즈나)

2000년
- 슈퍼로봇대전α (레오나 가슈타인)

2001년
- 슈퍼로봇대전α for Dreamcast (레오나 가슈타인)

2002년
- 도쿄마인학원외법첩 혈풍록 (프레이야)
- "Hello, world." (아이바라 나츠미) : 마리아 (まりあ) 명의 2002年9月27日/後述

2004년
- 구룡요마학원기 (히비키 이츠하, 마유코)
- 최종시험 고래 PC판 (미카게 니이나)

2005년
- 풍운 막말전 (키도 마츠코)
- 스피탄 Spirits Expedition -in the Phantasmagoria- (체나)
- Gift ~기프트~ PC판 (코노사카 키리노)
- 군청의 하늘을 넘어 (미즈키 와카나)
- 해피니스! PC판 (카미사카 하루히)
- 가냘픈 세계의 마지막에 (오미 치후유)

2006년
- 요츠노하 PC판 (네코미야 노노)
- 춘애*소녀 ~소녀의 정원에서 인사드립니다.~ (하야사카 우미)
- H2O -FOOTPRINTS IN THE SAND- PC판 (야쿠모 하마지)
- 공주님 당당하게! (아티린)
- 브라반! -The bonds of melody- (나카노시마 타에)
- 해피니스! 리럭스 (카미사카 하루히)
- 프리즘 아크 PC판 (프리시아)
- 오타쿠☆전속력으로 (후쿠야마 요시츠키)
- 소꿉친구와 사는 법 (네코미야 노노)

2007년
- 해피니스! 디럭스 PS2판 (카미사카 하루히)
- 알페지오 ~너에대한 멜로디~ (키타미 치사토)
- 피아장 (키노시타 레오나)
- EXE (카미고료 마도카)
- 슈퍼로봇대전OG ORIGINAL GENERATIONS (레오나 가슈타인)
- 피아노의 숲이 만개한 아래 (카미오리 사쿠노, 코노하나)
- 최종시험 고래 Alive PS2판 (미카게 니이나)
- √after and another (야쿠모 하마지)
- 해피☆마가렛 (미나하세 카린 오르탄시아)
- FairChild -페어 차일드- (하즈미 코토리)
- Dies irae -Also sprach Zarathustra- (마리)
- 슈퍼로봇대전OG 외전 (레오나 가슈타인)
- 솔페쥬 (미야후지 카구라)
- 타임리프 (아유무)
- ChuXChu아이돌- 츄츄 아스트람&나카우치 치유

2008년
- 유그드라 유니온 (키리에)
- D.C.P.K. ~다카포 포커- (시이렌)
- 새벽의 호위 (니카이도 아야)
- H2O 플러스 PS2판 (야쿠모 하마지)
- PRISM ARK -AWAKE- PS2판 (프리시아)
- 아사나기의 아쿠아노츠 (아사나기 미오)
- CHAOS;HEAD (키시모토 아야세)
- 콘보쿠마작 ~이런 마작이 있다면 난 론!~ (아유무, 엘리시아 칸테누 드 유그드라실)
- 요츠노하 ~A Journey Of Sincerity~ PS2판 (네코미야 노노)
- 콘체르토 노트 (나나기 세이카)

2009년
- CHAOS;HEAD NOAH (키시모토 아야세)
- 천신난만 -LUCKY or UNLUCKY!?- (아사기 코타로)
- 메모리아 (유우키 헹크스)
- PYGMALION[피그말리온] (리오 바로네)
- 여기보다, 멀리 -Surrounded sea in the sky- (호시노 안나)
- 타임리프 파라다이스 (아유무)
- Signal Heart (아마미 코코네)
- Dies irae ~Acta est Fabula~ (마리)

2010년
- 메르크리아 ~물의 도시에 사랑의 꽃다발을~ (타카모리 히미코)
- 하늘을 우러러 구름높이(민트, 에리스)
- Happy Wardrobe (아마가야 소노)
- 소녀는 언니를 사랑한다. 두사람의 엘더 (사소우 우타노)

2012년
- 제2차 슈퍼로봇대전 OG (레오나 가슈타인)

### 온라인게임
- 라테일 이미지송 ((일본어) 두근두근 판타지 라테일 이미지송 프로젝트) - 이 게임상의 아바타에 사카키바라 유이의 의상을 본뜬 것이 있다.

### 라디오
- 항구의 언덕
- LOVEx라디오
- 우라VEx라디오
- 호비라지
- 우라호비라지
- 프리즘 나이트
- 프리즘 나이트 II
- 프리즘 나이트 프린세스
- 프리즘 나이트 III
- 해피니스! 미즈호사카학원 교내방송
- 윈드밀 Presents 해피니스! 정보국
- 소녀 유니온 결성! 마이와 유이의 유그드라디오
- 라테라지
- 노노노라디오

### 드라마 CD
- 갸날픈 세계의 마지막에 드라마 시리즈 (오미 치후유)
- Gift ~기프트~ 드라마 시리즈 (코노사카 킨노)
- 소녀는 언니를 사랑한다 ~늦여름의 코스모스 초가을의 자스민~ (카지우라 히사코)
- 좋아해! (신바시 리나)
- 해피니스! 「눈오는 밸런타인데이」 (카미사카 하루히)
- "Hello, world."「솔직하게! 헬로 월드」 (아이바라 나츠미)
- 프리즘 아크 드라마 CD 시스터 헬 프리즘 변화 (프리시아)
- 프리즘 아크 레인보우☆드라마CD '교장선새임의 시연장 PROVING GROUNDS OF THE "KOUCHOU SENSEI"' (프리시아)
- 프리즘 아크 레인보우☆드라마CD2 '프리즘학예회 스페셜 신설?프리즘 아크!' (프리시아)
- 프리즘아크 레인보우☆드라마CD3 '초마법합체신 프리즈맥스 아크' (프리시아)
- 플레이☆문방구 드라마CD시리즈 (하루미)
- 별의 기억 (호라이산 카구야)
- 요츠노하 보이스 드라마 140cm의 눈사람 (네코미야 노노)
- 요츠노하 ~눈이 녹기 전에~ (네코미야 노노)

### 연재
- 사카키바라 유이의 함께 오타쿠 돼봐요! (산케이 스포츠 예능면의 칼럼, 격주 월요일)
- 사카키바라 유이의 시부야를 전속력으로 (위와 같음)

### 기타
- 제 50회, 51회 NHK 홍백가합전 (스즈키 아미의 백댄서로)
- Akiba-POP제네레이션! 제 1회 (MONDO21)
- 마츠키 미에코, 무라다 아유미, 노가와 사쿠라, 미야자키 우이에게 안무를 가르침.
- 2005년 와세다 축제에 출연 (마유와 함께 공연)
- ☆역시!☆애니송 너무 좋아 ~ 여가수로부터의 꿈의 선물~ (선 텔레비전:2007년 10월)